# Grand Prix automobile d'Argentine 1979
Le Grand Prix automobile d'Argentine 1979 est une course de Formule 1 qui s'est déroulée sur le circuit Oscar Alfredo Galvez à Buenos Aires le 21 janvier 1979.

## Classement
| Pos  | N° | Pilote                | Écurie             | Tours | Temps/Abandon          | Grille | Points |
| ---- | -- | --------------------- | ------------------ | ----- | ---------------------- | ------ | ------ |
| 1    | 26 | Jacques Laffite       | Ligier-Ford        | 53    | 1 h 36 min 03 s 21     | 1      | 9      |
| 2    | 2  | Carlos Reutemann      | Lotus-Ford         | 53    | +14 s 94               | 3      | 6      |
| 3    | 7  | John Watson           | McLaren-Ford       | 53    | +1 min 28 s 81         | 6      | 4      |
| 4    | 25 | Patrick Depailler     | Ligier-Ford        | 53    | +1 min 41 s 72         | 2      | 3      |
| 5    | 1  | Mario Andretti        | Lotus-Ford         | 52    | +1 tour                | 7      | 2      |
| 6    | 14 | Emerson Fittipaldi    | Fittipaldi-Ford    | 52    | +1 tour                | 11     | 1      |
| 7    | 18 | Elio De Angelis       | Shadow-Ford        | 52    | +1 tour                | 16     |        |
| 8    | 30 | Jochen Mass           | Arrows-Ford        | 51    | +2 tours               | 14     |        |
| 9    | 27 | Alan Jones            | Williams-Ford      | 51    | +2 tours               | 15     |        |
| 10   | 28 | Clay Regazzoni        | Williams-Ford      | 51    | +2 tours               | 17     |        |
| 11   | 22 | Derek Daly            | Ensign-Ford        | 51    | +2 tours               | 24     |        |
| Abd. | 12 | Gilles Villeneuve     | Ferrari            | 48    | Moteur                 | 10     |        |
| Abd. | 31 | Héctor Rebaque        | Lotus-Ford         | 46    | Suspensions            | 19     |        |
| Abd. | 17 | Jan Lammers           | Shadow-Ford        | 42    | Transmission           | 21     |        |
| Abd. | 20 | James Hunt            | Wolf-Ford          | 41    | Panne électrique       | 18     |        |
| Abd. | 4  | Jean-Pierre Jarier    | Tyrrell-Ford       | 15    | Moteur                 | 4      |        |
| Abd. | 15 | Jean-Pierre Jabouille | Renault            | 15    | Moteur                 | 12     |        |
| Abd. | 5  | Niki Lauda            | Brabham-Alfa Romeo | 8     | Distribution d'essence | 23     |        |
| Abd. | 16 | René Arnoux           | Renault            | 6     | Moteur                 | 25     |        |
| Abd. | 11 | Jody Scheckter        | Ferrari            | 0     | Collision              | 5      |        |
| Abd. | 3  | Didier Pironi         | Tyrrell-Ford       | 0     | Collision              | 8      |        |
| Abd. | 8  | Patrick Tambay        | McLaren-Ford       | 0     | Collision              | 9      |        |
| Abd. | 6  | Nelson Piquet         | Brabham-Alfa Romeo | 0     | Collision              | 20     |        |
| Abd. | 24 | Arturo Merzario       | Merzario-Ford      | 0     | Collision              | 22     |        |
| Np.  | 29 | Riccardo Patrese      | Arrows-Ford        |       | Accident               | 13     |        |
| Np.  | 9  | Hans-Joachim Stuck    | ATS-Ford           |       | Voiture non prête      |        |        |

Légende :
- Abd.=Abandon - Np.=Non partant

## Pole position et record du tour
- Pole position : Jacques Laffite en 1 min 44 s 20 (vitesse moyenne : 206,188 km/h).
- Tour le plus rapide : Jacques Laffite en 1 min 46 s 91 au 42e tour (vitesse moyenne : 200,962 km/h).

## Tours en tête
- Patrick Depailler : 10 (1-10)
- Jacques Laffite : 43 (11-53)

## À noter
- 2e victoire pour Jacques Laffite.
- 2e victoire pour Ligier en tant que constructeur.
- 118e victoire pour Ford Cosworth en tant que motoriste.